# Jolanta Manteufflówna
Jolanta Manteuffel-Massalska (ur. 20 września?/3 października 1912 w Rydze, zm. 8 listopada 1986 w Warszawie) – polska lekkoatletka oraz lekarz, specjalista położnictwa i ginekologii.

## Życiorys
Absolwentka liceum im. Cecyli Plater-Zyberkówny, skończyła Centralny Instytut Wychowania Fizycznego, a następnie studia medyczne. W chwili wybuchu Powstania Warszawskiego pracowała w Szpitalu Dzieciątka Jezus jako wolontariuszka. Po upadku Powstania wraz z córką Anną dotarła do obozu przejściowego w Pruszkowie.
Po wojnie pracowała w Szpitalu Miejskim jako lekarz ginekolog. Zwolniona ze szpitala w 1958 za odmowę przerwania ciąży u jednej ze swoich pacjentek.

### Kariera sportowa
Zawodniczka AZS Warszawa, 6-krotna rekordzistka Polski w sztafetach i 4-krotna mistrzyni Polski (bieg na 60 metrów, bieg na 100 metrów, sztafeta 4 × 200 metrów, skok wzwyż – wszystkie tytuły mistrzowskie zdobyła w 1931). Laureatka plebiscytu Przeglądu Sportowego w 1931 (6. miejsce).

### Życie prywatne
Była żoną Wandalina Kazimierza Massalskiego, mieli dwie córki Annę Krystynę Cendrier oraz Monikę Massalską-Dobrowolską.